# Pop Life (Prince)
Pop Life è un brano musicale di Prince and The Revolution pubblicato nel 1985.

## Il brano
Si tratta del secondo singolo discografico estratto dall'album Around the World in a Day.
Il brano è stato registrato nel febbraio 1984 presso il Sunset Sound Studio di Hollywood.
La batteria è suonata da Sheila E., mentre Wendy & Lisa hanno collaborato come coriste.

## Tracce
12" (USA)
1. Pop Life
2. Hello

12" (UK)
1. Pop Life
2. Girl

## Classifiche
| Classifica (1985)              | Posizione massima |
| ------------------------------ | ----------------- |
| Australia                      | 67                |
| Belgio (Fiandre)               | 34                |
| Canada                         | 35                |
| Germania                       | 65                |
| Irlanda                        | 29                |
| Nuova Zelanda                  | 44                |
| Regno Unito                    | 60                |
| Stati Uniti                    | 7                 |
| Stati Uniti (dance club)       | 5                 |
| Stati Uniti (dance/electronic) | 1                 |
| Stati Uniti (R&B)              | 8                 |